# Bresle (Somme)
Bresle (picardisch: Brèle) ist eine nordfranzösische Gemeinde mit 118 Einwohnern (Stand 1. Januar 2022) im Département Somme in der Region Hauts-de-France. Die Gemeinde liegt im Kanton Corbie und ist Teil der Communauté de communes du Val de Somme.

## Geographie
Bresle liegt rund 11,5 km nördlich von Corbie abseits der Départementsstraße D929.

## Geschichte
Eine gallo-römische Besiedlung ist nachgewiesen.

## Einwohner
| 1962 | 1968 | 1975 | 1982 | 1990 | 1999 | 2006 | 2010 |
| ---- | ---- | ---- | ---- | ---- | ---- | ---- | ---- |
| 115  | 102  | 92   | 90   | 83   | 74   | 89   | 119  |

## Verwaltung
Bürgermeister (maire) ist seit 2008 Jean-Luc Faloise.

## Sehenswürdigkeiten
- Kirche Saint-Léger mit klassizistischen Stilelementen